# Phacellus boryi
Phacellus boryi là một loài bọ cánh cứng trong họ Cerambycidae.